# Фестивальная (станция)
Фестива́льная (каз. Фестивальная) — упразднённая станция в Шемонаихинском районе Восточно-Казахстанской области Казахстана, входила в состав Первомайской поселковой администрации. Код КАТО — 636857400.

## География
Станция располагалась на юго-западе Шемонаихинского района на железной дороге «Шемонаиха — Защита», в 26 километрах к югу от районного центра города Шемонаиха. Соседние населённые пункты: Ново-Ильинка к югу. Транспортное сообщение осуществлялось просёлочной дорогой. Высота центра упразднённого населённого пункта — 520 метров над уровнем моря.

## История
Постановлением Восточно-Казахстанского областного акимата от 04 июля 2014 года № 178 и решением Восточно-Казахстанского областного маслихата от 09 июля 2014 года № 20/258-V «О внесении изменений в административно-территориальное устройство Шемонаихинского района Восточно-Казахстанской области» — станция Фестивальная была отнесена к категориям иных поселений и исключена из учётных данных; поселение упразднённого населённого пункта вошло в состав села Ново-Ильинка.

## Население
| Численность населения | Численность населения | Численность населения |
| 1989                  | 1999                  | 2009                  |
| --------------------- | --------------------- | --------------------- |
| 42                    | ↗58                   | ↘45                   |

Процентное соотношение численно-преобладающих национальностей согласно переписи 1989 года:
| Национальность | Процентное соотношение |
| -------------- | ---------------------- |
| Русские        | 45 %                   |
| Казахи         | 30 %                   |
| Другие         | 25 %                   |